# Едвін Арґо
Едвін Арґо (англ. Edwin Argo, 22 вересня 1895 — 10 березня 1962) — американський вершник.
Олімпійський чемпіон 1932 року в командному триборстві.